# Сильвестр (Онофреи)
Митрополит Сильвестр (рум. Mitropolit Silvestru в миру Онофреи Онофреи рум. Onofrei Onofrei; 3 сентября 1924, Рэдэшени, Сучава — 18 марта 1992, Слэтьоарский монастырь, Сучава) — епископ неканонической Румынской старостильной церкви, её третий предстоятель (1985—1992).

## Биография
Родился 21 августа (3 сентября) 1924 года в селе Рэдэшени в благочестивой и набожной семье, из которой вышли многие достойные священнослужители и монахи. Отец семейства Василий Онофреи позднее поступил в Слэтьоарский монастырь, где принял монашеский постриг с именем Варлаам, а другой из его сыновей Николай Онофреи стал священником в родном селе Рэдэшени.
В 1931 году лидер румынского старостильного движения иеромонах Гликерий (Тэнасе) поселился в Рэдэшени и стал духовником как для членов семейства Онофреи, так и для большинства жителей села. 8 мая 1932 года иеромонах Гликерий совершел освящение места под строительства нового храма в честь святых апостолов Петра и Павла. Постройка деревянного храма заняла 28 дней и, не смотря на попытку поджога со стороны группы новостильников, церковь удалось сохранить благодаря действиям семьи Онофреи. 14 октября 1933 года состоялось освящение храма.
В 1936 году начались жестокие гонения на приверженцев старого стиля со стороны властей, в связи с чем богослужения проводились в доме семьи Онофреи.
С 1946 по 1949 год, в период короткого прекращения гонений на старостильников, Онофреи Онофреи был назначен Гликерием (Тэнасе) секретарём церковной администрации, а в 1950 году в возрасте 25 лет поступил в братию Слэтьоарского монастыря. Период спокойствия был недолгим и в ночь с 14 на 15 февраля 1952 года органами государственной безопасности Румынии были осуществлены аресты придерживающихся юлианского стиля священников, монахов и мирян в жудецах Сучава, Нямц, Бакэу и Вранча. Штаб-квартира старостильников в Тыргу-Нямц была разгромлена, архив и юридические документы конфискованы без составления протокола. Большинство молодых арестованных было направлено на принудительное строительство Дунайского канала, а пожилых депортировали в Рублэ в Бэрэган. Будущий митрополит был приговорён к четырём годам тюремного заключения и отсидел два года.
В октябре 1968 года митрополитом Гликерием (Тэнасе) с другими архиереями был рукоположен в сан епископа.
30 октября/12 ноября 1979 года епископ Сильвестр, прибывший в Грецию, подписал соглашении о взаимном признании архиерейских хиротоний и установлении евхаристическом общении между Румынской старостильной церковью и греческим Каллистовским синодом, а на следующий день в монастыре святых Киприана и Иустинии состоялось сослужение «каллистовских» архиереев и епископа Сильвестра. Ответное посещение Румынской старостильной церкви греческой стороной было осуществлено в апреле 1980 года делегацией во главе с епископом Оропосским и Филийским Киприаном (Куцумбасом) и епископом Пентапольским Каллиопием (Яннакулопулосом). 4 мая 1980 года сослужила румынским старостильникам в Слэтьоарском монастыре. Сослужение иерархов обеих старостильнических объединений в Спасо-Преображенском Слатиоарском монастыре было отмечено большим стечением народа, насчитывавшим около 3000 человек.
После распада Каллистовского синода и образования на его осколках «Синода противостоящих», последний  продолжил общение с Румынской православной старостильной церковью.
Скончался 18 марта 1992 года в Слэтьоарском монастыре, где и был похоронен.